# 洋県
洋県（よう-けん）は中華人民共和国陝西省漢中市に位置する県。

## 地理
漢江は県内を流れる。
トキの数少ない生息地であり、飼育下のトキは全て洋県で発見された個体に遡ることができる。また、ジャイアントパンダ、キンシコウ、ターキンの生息地でもある。
黒米、赤米および漢方生薬の厚朴、棗皮（サンシュユ）、黄芩などの生産が行われる。

## 行政区画
- 街道:洋州街道、紙坊街道、戚氏街道
- 鎮:竜亭鎮、謝村鎮、馬暢鎮、溢水鎮、磨子橋鎮、黄家営鎮、黄安鎮、黄金峡鎮、槐樹関鎮、金水鎮、華陽鎮、茅坪鎮、八里関鎮、桑渓鎮、関帝鎮